# John Zerzan
John Zerzan (10 de agosto de 1943) es un filósofo y autor anarcoindividualista y primitivista estadounidense. Sus trabajos critican la civilización como inherentemente opresiva, y defienden la vuelta a las formas de vida del cazador-recolector prehistórico como inspiración para la forma que debería tener una sociedad libre. Sus críticas se extienden a la domesticación, el lenguaje, el pensamiento simbólico (como la matemática) y el arte, así como el concepto del tiempo. Sus libros más conocidos son: (en inglés) Elements of Refusal (1988), Future Primitive and Other Essays (1994), Running on Emptiness (2002), Against Civilization: Readings and Reflections (2005) y Twilight of the Machines (2008).
Tras una vida de activismo sindical y ecológico tendente cada vez a posturas más radicales, se dio a conocer en 1995 tras una entrevista a página completa en el New York Times. Así mismo, sus tesis han sido contradichas desde la antropología y calificadas de acientíficas y antihumanas.

## Infancia y educación
Nacido en 1943 en Salem, Oregón, de padres migrantes de la región checa de Bohemia, estudió Historia en la Universidad Stanford y completó su Máster en la Universidad Estatal de San Francisco; posteriormente intentó realizar una tesis doctoral en la Universidad del Sur de California, pero la dejó antes de completarla.

## Pensamiento y obra
Las teorías de Zerzan se basan en las de Theodor Adorno respecto al concepto de dialéctica negativa; con ellas pretende construir una teoría de la civilización como parte de nuestra alienación y pérdida de virtudes como seres humanos. Las reclamaciones de Zerzan sobre la situación de las sociedades primitivas se basan en una lectura particular de las obras de antropólogos conocidos como Marshall Sahlins y Richard B. Lee. El comunista francés Jacques Camatte también tuvo una importante influencia en Zerzan, específicamente en su concepto de domesticación. 
Según Zerzan, hoy en día aún podemos encontrar civilizaciones no alienadas y organizadas de una forma no opresiva, como es el caso de los !Kung, los bosquimanos y los Mbuti. Utiliza estas civilizaciones como un ideal político, o como ejemplo instructivo para poder criticar a las sociedades contemporáneas, y especialmente la industrial y tecnológica.
Zerzan utiliza estudios antropológicos de estas sociedades como base para una amplia crítica de los aspectos de la vida moderna. Describe la sociedad contemporánea como un mundo creado sobre la producción psicológica de escasez y pobreza; la historia de la civilización sería la historia de la renuncia de nuestras virtudes y derechos.
Zerzan es comúnmente asociado con las filosofías del primitivismo o del neoludismo y en especial con su oposición a la tecnología. Rechaza, no solo al Estado, sino a otras instituciones que supone autoritarias. El «primitivismo» que sostiene se puede explicar como la intención de una sociedad puramente cazadora-recolectora, sin tecnología ni domesticación. Entre los críticos del primitivismo se destaca Murray Bookchin, quien hace hincapié en la naturaleza contradictoria, misógina, esotérica y antihumana de sus postulados, que entiende, derivan de la ecología profunda norteamericana. Así mismo, el terrorista y matemático estadounidense Theodore Kaczynski ha expresado sus diferencias con el primitivismo de Zerzan.
El trabajo de Zerzan tiene una base marcadamente dualista entre lo «primitivo» –considerado como no-alienado, salvaje, no jerárquico, lúdico y socialmente igualitario –y lo «civilizado»– considerado alienado, domesticado, jerárquicamente organizado y socialmente discriminatorio (véase: mito del buen salvaje).

### Posición sobre las ideas del decrecimiento
Zerzan critica que «algunos de sus conceptos no van demasiado lejos, como las ciudades lentas, la alimentación lenta o la idea de simplicidad voluntaria», considerando que «no tienen mucho alcance porque carecen de crítica sobre la totalidad del fenómeno». Estima que «el decrecimiento puede ser deseable, pero hay que plantear una lucha concreta contra todas estas dinámicas, instituciones y fuerzas que empujan en la otra dirección». Considera además que sus intenciones son buenas, pero duda de su efectividad mediante participación política, aunque reconociendo la posibilidad de que encuentren una vía alternativa.

## Obras

### Libros y folletos
- When We Are Human: Notes From The Age Of Pandemics, julio 2021.
- A People's History of Civilization, 20 de abril de 2018
- Time and Time Again. Detritus Books, 2018.
- Why hope? The Stand Against Civilization. Feral House, 2015.
- Future Primitive Revisited. Feral House, May 2012.
- Origins of the 1%: The Bronze Age pamphlet. Left Bank Books, 2012.
- Origins: A John Zerzan Reader. Joint publication of FC Press and Black and Green Press, 2010.
- Twilight of the Machines. Feral House, 2008.
- Running On Emptiness. Feral House, 2002.
- Against Civilization (editor). Uncivilized Books, 1999; Expanded edition, Feral House, 2005.
- Future Primitive. Autonomedia, 1994.
- Questioning Technology (co-edited with Alice Carnes). Freedom Press, 1988; 2d edition, New Society, 1991, ISBN 978-0-900384-44-8
- Elements of Refusal. Left Bank Books, 1988; 2d edition, C.A.L. Press, 1999.

### Artículos
- Telos 141, Second-Best Life: Real Virtuality.  New York: Telos Press Ltd., Winter 2007.
- Telos 137, Breaking the Spell: A Civilization Critique Perspective.  New York: Telos Press Ltd., Winter 2006.
- Telos 124, Why Primitivism?.  New York: Telos Press Ltd., Summer 2002.
- Telos 60, Taylorism and Unionism: The Origins of a Partnership.  New York: Telos Press Ltd., Summer 1984.
- Telos 50, Anti-Work and the Struggle for Control.  New York: Telos Press Ltd., Winter 1981–1982.
- Telos 49, Origins and Meaning of World War I.  New York: Telos Press Ltd., Fall 1981.
- Telos 28, Unionism and the Labor Front.  New York: Telos Press Ltd., Summer 1978.
- Telos 27, Unionization in America.  New York: Telos Press Ltd., Spring 1976.
- Telos 21, Organized Labor versus The Revolt Against Work: The Critical Contest.  New York: Telos Press Ltd., Fall 1974.